# Seguridad Social (España)

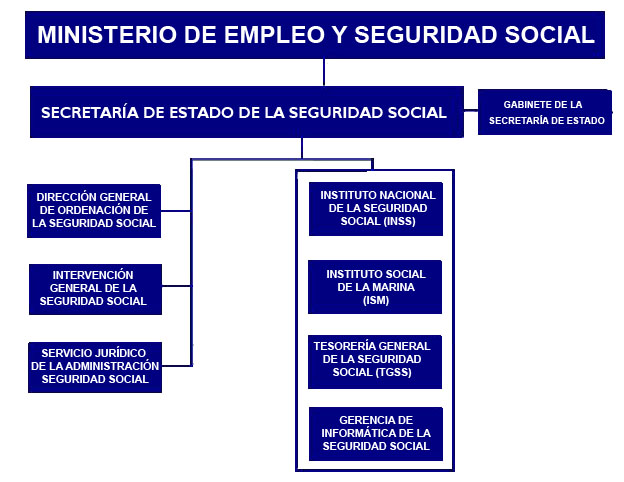
Organigrama de Organismos y Entidades que integran la Seguridad Social.

La Seguridad Social de España es el conjunto de medidas adoptadas por el Estado para proteger a sus ciudadanos contra aquellas situaciones de concreción individual que jamás dejarán de presentarse por óptimas que sean las condiciones de la sociedad en las que vivan. La regulación básica de la Seguridad Social se encuentra en el artículo 41 de la Constitución y en el texto refundido de la ley General de la Seguridad Social (Real Decreto Legislativo 8/2015). La Seguridad Social engloba una modalidad contributiva, de ámbito profesional y financiación según las cotizaciones de los afiliados; y una modalidad no contributiva, de ámbito universal y financiación a cargo de aportaciones de los Presupuestos Generales del Estado.

## Historia

### Restauración y Segunda República (1875-1936)
El punto de partida de las políticas de protección se sitúa en la Comisión de Reformas Sociales (1883), denominación dada en Real Decreto de 5 de diciembre de 1883 por el gobierno liberal presidido por José Posada Herrera, que se encargó del estudio de cuestiones que interesasen a la mejora y bienestar de la clase obrera. En 1905 se crea el Instituto de Reformas Sociales, que es el sucesor de la Comisión. 
En 1900, durante el reinado de Alfonso XIII, y bajo el gobierno conservador presidido por Francisco Silvela, se crea el primer seguro social en España, con la Ley de Accidentes de Trabajo.
En 1908, con gobierno conservador presidido por Antonio Maura, nace el Instituto Nacional de Previsión, que sería el esbozo del sistema de seguridad social en España y que crea un sistema de jubilación de carácter voluntario auspiciado por el Estado y que puso de manifiesto el compromiso público con un sistema de protección de la vejez. En 1919 se crea el Retiro Obrero, que constituyó el primer sistema de jubilación pública de España de carácter ya obligatorio y en 1929, nace el Seguro de Maternidad.
La primera vez que se legisla sobre protección social en norma básica constitucional es en 1931, cuando la Constitución de la II República, en su artículo 46, recoge textualmente:

"El trabajo, en sus diversas formas, es una obligación social, y gozará de la protección de las leyes. La República asegurará a todo trabajador las condiciones necesarias de una existencia digna. Su legislación social regulará los casos de seguro de enfermedad, accidentes, paro forzoso, vejez, invalidez y muerte; el trabajo de las mujeres y de los jóvenes y especialmente la protección a la maternidad; la jornada de trabajo y el salario mínimo y familiar; las vacaciones anuales remuneradas; las condiciones del obrero español en el extranjero; las instituciones de cooperación, la relación económico-jurídica de los factores que integran la producción; la participación de los obreros en la dirección, la administración y los beneficios de las empresas, y todo cuanto afecte a la defensa de los trabajadores."

Posteriormente, en 1936, el Ministerio de Trabajo, Sanidad y Previsión Social, encabezado por Juan Lluhí, sometió a información pública un borrador de anteproyecto de Ley de Bases de Seguros Sociales, que no llegó a las Cortes al dimitir el Gobierno de Casares Quiroga tras la sublevación militar de ese mismo año.

### Dictadura  (1936-1975)
En 1938, en plena guerra civil, se promulga el Fuero del Trabajo en el bando nacional o franquista. En el Fuero del Trabajo se dice: el Estado valora y exalta el trabajo y lo protegerá con la fuerza de la ley, otorgándole las máximas consideraciones y constituyéndolo en uno de los más nobles títulos de jerarquía y honor. En el mismo documento, el Estado se compromete a ampliar los seguros de vejez, invalidez, enfermedad y paro forzoso.
En 1942, se implanta el Seguro Obligatorio de Enfermedad y en 1945, en el Fuero de los Españoles se da ya un cuadro bastante completo de seguros sociales. En el artículo 28 se dice: «El Estado español garantiza a los trabajadores la seguridad del amparo en el infortunio y les reconoce el derecho a la asistencia en los casos de vejez, muerte, enfermedad, maternidad, accidentes del trabajo, invalidez, paro forzoso y demás riesgos que pueden ser objeto de seguro social».
En 1963 aparece la Ley de Bases de la Seguridad Social cuyo objetivo principal era la implantación de un modelo unitario e integrado de protección social con una base financiera de reparto, gestión pública y participación del Estado en la financiación. A pesar de esta definición de principios, muchos de los cuales se plasmaron en la Ley General de la Seguridad Social de 1966, con vigencia de 1 de enero de 1967, lo cierto es que aún pervivían antiguos sistemas de cotización alejados de los salarios reales de trabajadores, ausencia de revalorizaciones periódicas y la tendencia a la unidad no se plasmó al pervivir multitud de organismos superpuestos.
La Ley de Financiación y Perfeccionamiento de la Acción Protectora de 1972 intentó corregir los problemas financieros existentes al incrementar la acción protectora, con los correspondientes recursos que le dieron cobertura financiera.

### Transición democrática (1975-1982)
No fue hasta la recuperación de la democracia en España y la aprobación de la Constitución de 1978 cuando se produjo una serie de reformas en los distintos campos que configuran el sistema de la Seguridad Social. En efecto, el artículo 41 de la Constitución establece que los poderes públicos mantendrán un régimen público de seguridad social para todos los ciudadanos que garantice la asistencia y prestaciones sociales suficientes ante situaciones de necesidad, especialmente en caso de desempleo, y añade que la asistencia y las prestaciones complementarias serán libres.
Así pues, este sistema mixto se estructura en tres niveles: básico, profesional y complementario.
Por otra parte, el artículo 149.1.17.ª establece que el Estado tiene competencia exclusiva sobre la legislación básica y el régimen económico de la Seguridad social, sin perjuicio de la ejecución de sus servicios por las comunidades autónomas. La primera gran reforma se produjo con la publicación del Real Decreto Ley 36/1978, de 16 de noviembre, que, en función de lo acordado en los Pactos de la Moncloa (1978), creó un sistema de participación institucional de los agentes sociales favoreciendo la transparencia y racionalización de la Seguridad Social y el establecimiento de un nuevo sistema de gestión realizado por los siguientes organismos:
- El Instituto Nacional de la Seguridad Social para la gestión de las prestaciones económicas del sistema.
- El Instituto Nacional de la Salud para las prestaciones sanitarias (organismo que posteriormente pasó a denominarse Instituto Nacional de Gestión Sanitaria).
- El Instituto Nacional de Servicios Sociales para la gestión de los servicios sociales (organismo que posteriormente pasó a denominarse Instituto de Mayores y Servicios Sociales).
- El Instituto Social de la Marina para la gestión de los trabajadores del mar.
- La Tesorería General de la Seguridad Social como caja única del sistema, actuando bajo el principio de solidaridad financiera.

En la década de los ochenta se llevaron a cabo una serie de medidas encaminadas a mejorar y perfeccionar la acción protectora al extender las prestaciones de los colectivos no cubiertos y dar una mayor estabilidad económica al sistema de la Seguridad Social. Entre estas medidas, cabe citar el proceso de equiparación paulatina de las bases de cotización con los salarios reales, la revalorización de las pensiones en función de la variación del índice de precios al consumo, la ampliación de los períodos necesarios para acceder a las prestaciones y para el cálculo de las pensiones, la simplificación de la estructura de la Seguridad Social, el inicio de la separación de las funciones de financiación, de forma que, las prestaciones de carácter contributivo se fuesen financiando a cargo de las cotizaciones sociales, mientras que las de naturaleza no contributiva encontrasen su cobertura financiera en la ampliación general. Este proceso permitió la progresiva generalización de la asistencia sanitaria.
En esta década se creó la Gerencia de Informática de la Seguridad Social para coordinar y controlar la actuación de los servicios de informática y proceso de datos de las distintas entidades gestoras.

## Unión Europea
Desde 1986 España pertenece a la Unión Europea, que ha establecido una serie de normas comunes que protegen los derechos de seguridad social de sus ciudadanos cuando se desplazan por Europa. Los cuatro grandes principios de la coordinación europea de Seguridad Social son:.
1. Solo se puede estar cubierto por la normativa de un país a la vez, de modo que solo se cotiza en un país. La decisión sobre qué normativa nacional se aplica en cada caso corresponde a los organismos de Seguridad Social. No se puede elegir.
2. Cada uno tiene los mismos derechos y obligaciones que los nacionales del país donde esté cubierto: es lo que se denomina principio de igualdad de trato o no discriminación.
3. Cuando se solicita una prestación deben contabilizarse, en su caso, los periodos anteriores de seguro, trabajo o residencia en otros países.
4. En general, si se tiene derecho a una prestación en metálico en un país, puede seguir percibiéndose aunque se resida en otro. Es lo que se denomina principio de exportabilidad.

El 1 de mayo de 2010 entraron en vigor dos normas que modernizan la coordinación: los Reglamentos 883/2004 y 987/2009. La Comisión Administrativa de Coordinación de los Sistemas de Seguridad Social (CACSSS) está formada por un representante de cada país de la Unión Europea y un representante de la Comisión Europea. Su cometido es resolver cuestiones administrativas, pronunciarse sobre la interpretación de la normativa en materia de coordinación de la seguridad social y propiciar la colaboración entre los países miembros de la UE.
El Sistema de Información Mutua sobre Protección Social (en inglés Mutual Information System on Social Protection, MISSOC) ofrece acceso a información detallada, comparable y periódicamente actualizada sobre los sistemas nacionales de protección social. El Intercambio Electrónico de Información sobre Seguridad Social (EESSI) es un sistema informático centralmente alojado en la Comisión Europea que permite a los organismos de seguridad social de toda la UE intercambiar información de forma más rápida y segura, tal como exigen los reglamentos europeos sobre coordinación de la seguridad social.

## Pacto de Toledo
La década de los noventa supuso una serie de cambios sociales que han afectado a cuestiones muy variadas y que han tenido su influencia dentro del sistema de Seguridad Social: cambios en el mercado de trabajo, mayor movilidad en el mismo, incorporación de la mujer al mundo laboral etc., que han hecho necesario adaptar la protección a las nuevas necesidades surgidas.
En 1995 se firmó el Pacto de Toledo con el apoyo de todas las fuerzas políticas y sociales, que tuvo como consecuencia importantes cambios y el establecimiento de una hoja de ruta para asegurar la estabilidad financiera y las prestaciones futuras de la Seguridad Social.
La implantación de las prestaciones no contributivas, la racionalización de la legislación de la Seguridad Social (llevado a cabo a través del nuevo texto refundido en 1994), la mayor adecuación entre las prestaciones recibidas y la exención de cotización previamente realizada, la creación del Fondo de Reserva de la Seguridad Social, la introducción de los mecanismos de jubilación flexible y de incentivación de la prolongación de la vida laboral y las medidas de mejora de la protección, en los supuestos de menor cuantía de pensiones, son manifestaciones de los cambios introducidos desde 1990 en el ámbito de la Seguridad Social.

## Regulación
La Seguridad Social viene garantizada, en España, por el artículo 41 de la Constitución Española de 1978, que dice: "Los poderes públicos mantendrán un régimen público de Seguridad Social para todos los ciudadanos que garantice la asistencia y prestaciones sociales suficientes ante situaciones de necesidad, especialmente en caso de desempleo. La asistencia y prestaciones complementarias serán libres".
Como norma de desarrollo más importante, la Seguridad Social ha estado regulada en el Real Decreto Legislativo 1/1994, de 20 de junio, por el que se aprueba el texto refundido de la Ley General de la Seguridad social (BOE del 29) hasta su derogación el 2 de enero de 2016. 
La Seguridad Social encuentra su regulación básica en el Texto Refundido de la Ley General de la Seguridad Social, aprobado por Real Decreto Legislativo 8/2015, de 30 de octubre, que entró en vigor el 2 de enero de 2016, derogando, entre otras muchas normas, la LGSS de 1994.

### Campo de aplicación
El campo de aplicación, a efectos de la modalidad contributiva, comprende a los españoles que residan en España y a los extranjeros que residan o se encuentren legalmente en España, siempre que, en ambos supuestos, ejerzan su actividad en territorio nacional:
- Trabajadores por cuenta ajena (que, por norma general, suelen encuadrarse en el Régimen General).
- Trabajadores por cuenta propia o autónomos.
- Socios trabajadores de las cooperativas de trabajo asociado.
- Estudiantes.
- Funcionarios.

A efectos de la modalidad no contributiva, estarán comprendidos los españoles que residan en España.

### Estructura
El Sistema español de Seguridad Social está integrado por los siguientes regímenes:
El Régimen General, el más ampliamente aplicado y supletorio de los demás. Incluye como sistemas especiales:
- Trabajadores fijos discontinuos de empresas de estudio de mercado y opinión pública.[11]
- Trabajadores fijos discontinuos de cines, salas de baile y de fiestas y discotecas.
- Manipulado y empaquetado del tomate fresco realizados por cosecheros exportadores.
- Servicios extraordinarios de hostelería.
- Industria resinera.
- Frutas, hortalizas e industria de conservas vegetales.
- Agrario (se integró el 1 de enero de 2012).
- Empleados de Hogar (se integró el 1 de enero de 2012).

Asimismo, incluye como antiguos regímenes especiales que quedan integrados en el mismo:
- Artistas.
- Profesionales taurinos.
- Representantes de comercios.

Los Regímenes Especiales para determinadas actividades profesionales por su naturaleza, sus peculiares condiciones de tiempo y lugar o por la índole de sus procesos productivos:
- Trabajadores autónomos.
- Minería del carbón.
- Trabajadores del mar.
- Funcionarios civiles (Muface), que no se aplica a los funcionarios de nuevo ingreso.

Estos regímenes especiales están regidos por los principios de homogeneidad y de tendencia a la unidad con el Régimen General.

### Afiliación y cotización
La afiliación es obligatoria y única para la vida de la persona y para todo el sistema. Las altas (o registro) y bajas (deregistro), iniciales o sucesivas, han de reflejar formalmente la vida laboral de la persona. El plazo para dar de baja en la Seguridad Social a un trabajador será de tres días naturales contados a partir del día siguiente al cese de la actividad laboral.
La cotización (o pago de cuotas) es obligatoria desde el mismo momento en que se realiza la actividad (aunque no se haya realizado formalmente la afiliación, el alta o la baja). Cualquier persona puede consultar el tiempo que ha cotizado en la Seguridad Social. El informe que acredita esta información es el llamado "certificado de vida laboral", que puede solicitarse por Internet, por SMS y por teléfono. Este certificado es útil para encontrar trabajo, para solicitar prestaciones o subsidios de desempleo o para acreditar la situación laboral a un tercero (por ejemplo al solicitar una hipoteca o un alquiler de una vivienda).

### Inscripción del empleador y CCC

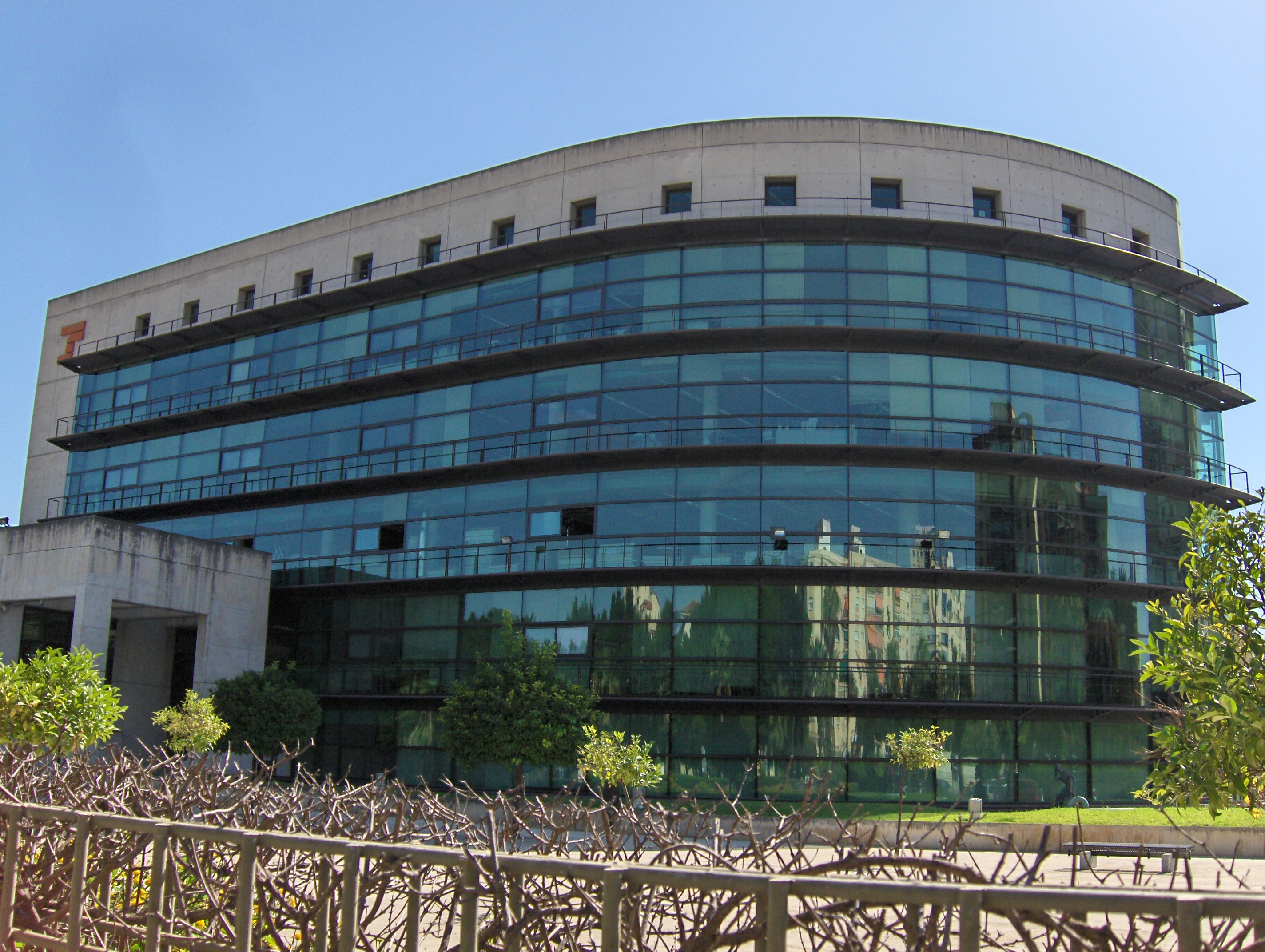
Edificio de la sede de la Tesorería General de la Seguridad Social en Málaga.

Los empresarios y empleadores, como requisito previo e indispensable a la iniciación de sus actividades, solicitarán su inscripción en el Régimen General de la Seguridad Social haciendo constar la entidad gestora (INSS) o, en su caso, la Mutua de Accidentes de Trabajo y Enfermedades Profesionales de la Seguridad Social que haya de asumir la protección por estas contingencias del personal a su servicio.
En España se emplea el código de cuenta de cotización (CCC), un código numérico (11 dígitos) que la Tesorería General de la Seguridad Social asigna a las empresas y empleadores cuando se inscriben y por el que las identifica en el pago de las cuotas. Utiliza la siguiente estructura: código provincial (2 dígitos), número de inscripción, dígitos de control (2 dígitos). Suele ir precedido por el código del régimen de seguridad social (el más empleado es el del régimen general, 0111).
| Año  | Trabajadores | Diferencia |
| ---- | ------------ | ---------- |
| 1980 | 10.414.000   |            |
| 1985 | 10.613.000   |            |
| 1990 | 12.513.000   |            |
| 1995 | 12.307.000   |            |
| 2000 | 14.344.000   |            |
| 2001 | 15.901.915   | +1.588.510 |
| 2002 | 16.380.198   | +478.283   |
| 2003 | 16.826.224   | +446.026   |
| 2004 | 17.340.361   | +514.137   |
| 2005 | 18.316.323   | +975.962   |
| 2006 | 18.925.996   | +609.673   |
| 2007 | 19.372.777   | +446.781   |
| 2008 | 18.531.312   | -841.000   |
| 2009 | 17.803.839   | -727.473   |
| 2010 | 17.584.982   | -218.857   |
| 2011 | 17.229.922   | -355.060   |
| 2012 | 16.442.681   | -787.241   |
| 2013 | 16.357.640   | -85.041    |
| 2014 | 16.775.214   | +417.574   |
| 2015 | 17.308.400   | +533.186   |
| 2016 | 17.849.055   | +540.655   |
| 2017 | 18.460.201   | +611.146   |
| 2018 | 19.024.165   | +563.965   |
| 2019 | 19.408.538   | +384.373   |
| 2020 | 19.066.444   |            |

## Acción protectora y pensiones
La acción protectora de la Seguridad social comprende:
1. La asistencia sanitaria (atención primaria y hospitalaria) en los casos de maternidad, enfermedad común o profesional y de accidentes, sean o no de trabajo.
2. La recuperación profesional en los casos anteriores.
3. Prestaciones económicas o pensiones de varios tipos:
  - Incapacidad temporal.
  - Nacimiento y cuidado del menor.
  - Muerte y supervivencia.
  - Riesgo durante el embarazo.
  - Riesgo durante la lactancia natural.
  - Ejercicio corresponsable del cuidado del lactante.
  - Cuidado de menores afectados por cáncer u otra enfermedad grave.
  - Incapacidad permanente.
  - Protección por cese de actividad.
  - Ingreso mínimo vital.
  - En sus modalidades contributiva o no contributiva:
    - Invalidez.
    - Jubilación.
    - Desempleo.
    - Prestaciones familiares de la Seguridad Social.
4. Las prestaciones de servicios sociales en materia de reeducación y rehabilitación de inválidos y asistencia a la tercera edad.
5. Igualmente, como complemento de las anteriores, los beneficios de la asistencia social.

### Pensiones

#### 2021
El total de prestaciones contributivas de la Seguridad Social española ascendió en enero de 2021 hasta los 10.087,70 millones de euros, un 3,26% más que en enero de 2020, según los datos ofrecidos por el Ministerio de Inclusión, Seguridad Social y Migraciones. De la cifra total de los 10 000 millones de euros, más de 7000 millones han sido destinados para pagar las pensiones de jubilación, que crecieron un 3,89% en los últimos meses. Para las pensiones de viudedad se han destinado 1.731,03 millones de euros, un 2,38% más que en enero del año anterior.
A finales de enero de 2021 la Seguridad Social abonó 9.811.124 pensiones contributivas a fecha de 1 de enero, un 0,1% más que en enero de 2020 (la pandemia de COVID-19 provocó el menor incremento de su historia). De esta cifra, 6.130.604 pensiones son de jubilación, 2.349.865 de viudedad, 949.193 de incapacidad permanente, 338.414 de orfandad y 43.048 en favor de familiares.

## Entidades gestoras y servicios comunes
La gestión y administración de la Seguridad Social se efectuará, bajo la dirección y tutela de los respectivos departamentos ministeriales, con sujeción a principios de simplificación, racionalización, economía de costes, solidaridad financiera y unidad de caja, eficacia social y descentralización, por las siguientes entidades gestoras:
- El Instituto Nacional de Gestión Sanitaria (INGESA), heredero del antiguo Instituto Nacional de la Salud (INSALUD).
- El Instituto de Mayores y Servicios Sociales (IMSERSO) para la gestión de las pensiones de invalidez y de jubilación en sus modalidades no contributivas y de los servicios complementarios de las prestaciones del sistema de la Seguridad Social.

- El Instituto Nacional de la Seguridad Social (INSS) para la gestión y administración de las prestaciones económicas más importantes del sistema de Seguridad Social.
- El Instituto Social de la Marina (ISM) en aquellos ámbitos que se correspondan con las funciones de Seguridad Social inherentes a la gestión del Régimen Especial de la Seguridad Social de los Trabajadores del Mar.

Asimismo, existen también diversos servicios comunes que no gestionan prestaciones, sino servicios internos:
- La Tesorería General de la Seguridad Social (TGSS).
- La Gerencia de Informática de la Seguridad Social (GISS).
- El Servicio Jurídico de la Administración de la Seguridad Social (SJASS).

Las entidades gestoras de la Seguridad Social son responsables de las prestaciones cuya gestión les esté atribuida.
La Tesorería General de la Seguridad Social, como caja única del sistema de la Seguridad Social, lleva a efecto la gestión recaudatoria de los recursos de ésta, tanto voluntaria como ejecutiva, bajo la dirección, vigilancia y tutela del Estado.
Desde el año 2011, existe una habilitación legal para que el Gobierno de la Nación cree una Agencia Estatal de la Administración de la Seguridad Social, con la naturaleza de agencia estatal para la mejora de los servicios públicos, que tendría como objetivo llevar a cabo, en nombre y por cuenta del Estado, la gestión y demás actos de aplicación efectiva del sistema de la Seguridad Social y aquellas otras funciones que se le encomienden. Se integrarían en la Agencia Estatal de la Administración de la Seguridad Social las siguientes entidades gestoras y servicios comunes de la Seguridad Social. Sin embargo, esta habilitación nunca ha sido utilizada.
La Disposición final tercera de la Ley 21/2021, de 28 de diciembre, de garantía del poder adquisitivo de las pensiones y de otras medidas de refuerzo de la sostenibilidad financiera y social del sistema público de pensiones indica que "en el plazo de seis meses, desde la entrada en vigor de esta ley, el Gobierno aprobará un proyecto de ley para dar cumplimiento a la disposición adicional séptima de la Ley 27/2011, de 1 de agosto, sobre actualización, adecuación y modernización del sistema de Seguridad Social, relativa a la creación de la Agencia Estatal de la Administración de la Seguridad Social".

### Entidades colaboradoras
La colaboración en la gestión del sistema de la Seguridad Social se lleva a cabo por mutuas colaboradoras con la Seguridad Social y por empresas.

## Fondo de Reserva
En el año 2000, en la Tesorería General de la Seguridad Social se constituyó un Fondo de Reserva de la Seguridad Social con la finalidad de atender a las necesidades futuras del sistema de la Seguridad Social en materia de prestaciones contributivas. Los excedentes de ingresos que financian las prestaciones de carácter contributivo y demás gastos necesarios para su gestión se destinarían, siempre que la realidad económica y la situación financiera del sistema público de Seguridad Social lo permitieran, al citado Fondo de Reserva de la Seguridad Social.
El exceso de excedentes derivado de la gestión por parte de las mutuas de accidentes de trabajo y enfermedades profesionales de la Seguridad Social de la prestación de incapacidad temporal por contingencias comunes, determinado de conformidad con las normas reguladoras del mismo, se destinará a dotar el Fondo de Reserva de la Seguridad Social.

## Recaudación de la Seguridad Social en España
La Seguridad Social española no da datos homologables de su situación financiera. La recaudación líquida de la Seguridad Social en 2016 ascendió a 103.525 millones de euros. En 2017, los ingresos brutos superaron los 127.752 millones de euros; y en 2018, tras aumentar un 5,51 % los ingresos brutos llegaron a 135.026 millones. En 2019 y 2020, la recaudación ascendió más del 10 % anual.
| Recaudación de la Seguridad Social en España (2008-2020) (en miles de millones de euros) |
| ---------------------------------------------------------------------------------------- |
|                                                                                          |
| Fuente: Seguridad Social                                                                 |
| Gráfica elaborada por: Wikipedia                                                         |

### Déficit de la Seguridad Social española
La grave crisis económica de 2008 y los cambios en el modelo de población (envejecimiento y merma del acceso al mercado de trabajo) han provocado el déficit entre los ingresos y los gastos de la Seguridad Social española. El problema se vio llegar en 2011, cuando la Seguridad Social cerró con un déficit de 487,3 millones de euros. Según el Gobierno de Cristóbal Montoro, al cierre de 2011, la Seguridad Social cerró con un déficit del 0,07 % del PIB, una cifra insignificante. Sin embargo, al cierre de 2012 la cifra aumentaba hasta el 0,99 % del PIB, prácticamente 1 punto del PIB español, más de 11 000 millones de euros. En 2013 el déficit de la institución llegaba al 1,16 % del PIB, 0,17 décimas más que un año antes, 5.812,8 millones de euros. Un año después, en 2014, el déficit sobrepasaba los 13.762 millones de euros, el 1,30% del PIB. Al cierre de 2015, el déficit de la caja de la Seguridad Social alcanzaba los 16.707,7 millones de euros, lo que supuso el 1,55% del PIB. El año siguiente, 2016, fue un año de récords: el déficit de la Seguridad Social se situaba en 18.876 millones de euros, lo que suponía el 1,7% del PIB español. El déficit de la institución en 2017 fue de 18.756 millones, 120 millones de euros menos que un año antes. En 2018 la Seguridad Social terminó con un déficit de 18.286 millones de euros, es decir, se ha reducido en 470 millones respecto a 2017, un 1,52 % del PIB. El déficit de 2017 fue la diferencia entre unos ingresos reconocidos de 127.752 millones de euros y unas obligaciones de 146.508,85 millones de euros.
Según fuentes del instituto nacional, en 2019 la Seguridad Social registró un déficit de 16.793,3 millones de euros, el 1,34% del PIB. Frente al déficit de 2018, un año antes, que ascendió a 18.286,46 millones, la diferencia supuso un recorte del 11,6%, aunque los datos incluyen un cambio de criterio en la imputación presupuestaria de varios gastos devengados en 2018 en gastos de recaudación. En efecto, en 2019 se imputaron un total de 1.324,4 millones de euros de gastos devengados en noviembre y diciembre del año anterior que corresponden fundamentalmente al pago delegado de la incapacidad temporal (IT) y a la aportación por parte de mutuas colaboradoras al sostenimiento de los servicios comunes. Por ello, el saldo negativo acumulado en los doce meses de 2019 ascendió a 16.991,2 millones de euros, el 1,36% del PIB, que es la diferencia entre unos derechos reconocidos netos por operaciones no financieras de 145.401,3 millones de euros y unas obligaciones ajustadas por importe de 162.392,5 millones de euros.
En 2020, la Seguridad Social registró un déficit de 14.979,85 millones de euros, el 1,36% del PIB, según datos del Ministerio de Inclusión, Seguridad Social y Migraciones. Esa cantidad es la diferencia entre los ingresos (164.375,8 millones de euros, que suben un 12,95% interanual) y los gastos (179.355,73 millones, un 10,62% más que en el mismo periodo de 2019). Del volumen total de ingresos, el 89,56% correspondió a las entidades gestoras de la Seguridad Social, y el 10,44% restante, a las mutuas colaboradoras. En cuanto a los gastos, el 88,77% pasó por las entidades gestoras y el 11,23%, por las mutuas. En efecto, en 2020 y a causa de la crisis del COVID-19, el Instituto Nacional de la Seguridad Social perdió 439.628 afiliados en el último trimestre, lo que supuso una pérdida del 2,30% con respecto al mismo periodo de 2019. En 2020 se perdieron 429.445 menos afiliados que en el mes de octubre del pasado año, en el Régimen General de Trabajadores Autónomos se redujo en 6.607 empleados, el régimen del Mar bajo en 3.400 personas y el sector del Carbón siguieron una tendencia a la baja con 180 personas menos.

## Tu Seguridad Social
Tu Seguridad Social es un portal oficial del Ministerio de Inclusión, Seguridad Social y Migraciones creado para informar al ciudadano y para que pueda solicitar prestaciones, pensiones y la tarjeta sanitaria europea. Con este portal se pretende ofrecer los servicios de la Seguridad Social al ciudadano sin necesidad de que tenga que moverse de casa. Estos son los trámites que puedes realizar en este portal:
- Consulta de días cotizados, fecha de jubilación, valor de la jubilación inicial y pensión máxima de jubilación.
- Utilizar el simulador de jubilación para saber el tiempo exacto que falta para solicitar la pensión.
- Descarga de certificados de asistencia sanitaria, beneficiarios de la Seguridad Social y solicitud de la tarjeta sanitaria europea.
- Solicitud de prestaciones como por ejemplo la de hijo a cargo, prestación de nacimiento, ayuda familiar, prestación por fallecimiento de un familiar, pensión de viudedad u orfandad.
- Acceso a certificados como el de no pensionista, retenciones de IRPF o de totalización de periodos de seguro.
- Actualizar tu información personal: relativa a hijos a cargo, discapacidades reconocidas, trabajos hechos en el extranjero, trabajo después de la jubilación.

Para acceder a este portal hay que utilizar la identificación mediante cl@ve pin, certificado digital o como representante (en este caso solo podrás hacer simulaciones y cálculos).